# جون بيكوك
جون أندريو بيكوك (بالإنجليزية: John Andrew Peacock)‏ (من مواليد 27 مارس 1956)  هو عالم الكونيات البريطاني، والفلكي، والأكاديمي. وقد عمل أستاذاً في علم الكونيات بجامعة أدنبره منذ عام 1998.  كان الفائز في جائزة شو 2014. 